# 아시아 육상 협회
아시아 육상 협회(영어: Asian Athletics Association 아시안 애슬레틱스 어소시에이션[*], AA)은 아시아의 육상 종목을 총괄하는 국제 스포츠 행정 기구이다.  아시아 육상 선수권 대회, 아시아 실내 육상 선수권 대회 등 유럽 지역의 국제 육상 대회를 운영하고 있다. 또한 국제 육상을 관장하는 6개 대륙 협회 중 하나로 45개 회원국이 가입되어 있다. 본부는 태국 빠툼타니에 있다.

## 회원국
| 국가                   | 협회                                      | 코드 | 설립   | 가맹   | 비고 |
| ---------------------- | ----------------------------------------- | ---- | ------ | ------ | ---- |
| 네팔                   | 네팔 육상 협회                            | NEP  |        |        |      |
| 대한민국               | 대한육상연맹                              | KOR  | 1945년 | 1973년 |      |
| 동티모르               | 동티모르 육상 연맹                        | TLS  |        |        |      |
| 라오스                 | 라오스 아마추어 육상 연맹                 | LAO  |        |        |      |
| 레바논                 | 레바논 육상 연맹                          | LBN  |        |        |      |
| 마카오                 | 마카오 육상 총회                          | MAC  |        |        |      |
| 말레이시아             | 말레이시아 육상 연맹                      | MAS  |        |        |      |
| 몰디브                 | 몰디브 육상 협회                          | MDV  |        |        |      |
| 몽골                   | 몽골 육상 연맹                            | MGL  |        |        |      |
| 미얀마                 | 미얀마 육상 연맹                          | MYA  |        |        |      |
| 바레인                 | 바레인 육상 협회                          | BRN  |        |        |      |
| 방글라데시             | 방글라데시 육상 연맹                      | BAN  |        |        |      |
| 베트남                 | 베트남 육상 연맹                          | VIE  |        |        |      |
| 부탄                   | 부탄 아마추어 육상 연맹                   | BHU  |        |        |      |
| 브루나이               | 브루나이 다루살람 육상 연맹               | BRU  |        |        |      |
| 사우디아라비아         | 사우디아라비아 육상 연맹                  | KSA  |        |        |      |
| 스리랑카               | 스리랑카 육상 연맹                        | SRI  |        |        |      |
| 시리아                 | 시리아 아랍 육상 연맹                     | SYR  |        |        |      |
| 싱가포르               | 싱가포르 육상 협회                        | SGP  |        |        |      |
| 아랍에미리트           | 아랍에미리트 육상 연맹                    | UAE  |        |        |      |
| 아프가니스탄           | 아프가니스탄 육상 연맹                    | AFG  |        |        |      |
| 예멘                   | 예멘 육상 연맹                            | YEM  |        |        |      |
| 오만                   | 오만 육상 협회                            | OMA  |        |        |      |
| 요르단                 | 요르단 육상 연맹                          | JOR  |        |        |      |
| 우즈베키스탄           | 우즈베키스탄 육상 연맹                    | UZB  |        |        |      |
| 이라크                 | 이라크 육상 연맹                          | IRQ  |        |        |      |
| 이란                   | 이란 이슬람 공화국 육상 연맹              | IRI  |        |        |      |
| 인도                   | 인도 육상 연맹                            | IND  |        |        |      |
| 인도네시아             | 인도네시아 육상 연맹                      | INA  |        |        |      |
| 일본                   | 일본 육상 연맹                            | JPN  |        |        |      |
| 조선민주주의인민공화국 | 조선민주주의인민공화국 아마추어 육상 협회 | PRK  |        |        |      |
| 중화 타이베이          | 중화민국 육상 협회                        | TPE  |        |        |      |
| 중화인민공화국         | 중국 육상 협회                            | CHN  |        |        |      |
| 카자흐스탄             | 카자흐스탄 공화국 육상 연맹               | KAZ  |        |        |      |
| 카타르                 | 카타르 육상 연맹                          | QAT  |        |        |      |
| 캄보디아               | 크메르 아마추어 육상 연맹                 | CAM  |        |        |      |
| 쿠웨이트               | 쿠웨이트 육상 연맹                        | KUW  |        |        |      |
| 키르기스스탄           | 키르기즈 공화국 육상 연맹                 | KGZ  |        |        |      |
| 타지키스탄             | 타지키스탄 공화국 육상 연맹               | TJK  |        |        |      |
| 태국                   | 태국 육상 협회                            | THA  |        |        |      |
| 투르크메니스탄         | 투르크메니스탄 아마추어 육상 연맹         | TKM  |        |        |      |
| 파키스탄               | 파키스탄 육상 연맹                        | PAK  |        |        |      |
| 팔레스타인             | 팔레스타인 육상 연맹                      | PLE  |        |        |      |
| 필리핀                 | 필리핀 육상 협회                          | PHI  |        |        |      |
| 홍콩                   | 중국 홍콩 육상 총회                       | HKG  |        |        |      |

## 참고 문헌
- “AA Members” (영어). 아시아 육상 협회.

## 같이 보기
- 세계 육상 연맹